# Retrograde
«Retrograde» es una canción de la banda estadounidense de rock alternativo Pearl Jam. La canción fue lanzada en 2020 en su undécimo álbum de estudio, Gigaton. El 14 de mayo de 2020, se lanzó esta canción como el cuarto sencillo del álbum. "Retrograde" alcanzó el número 9 en la lista de Triple A.

## Vídeo musical
El vídeo musical de "Retrograde" presenta un cameo de Greta Thunberg. El vídeo musical se centra en difundir concienciación sobre el cambio climático.
El vídeo musical comienza con un vagabundo solitario conduciendo bajo la lluvia y por un centro comercial. Al visitar a un médium, el vagabundo ve la destrucción del mundo en una bola de cristal. En él se ve cómo los mares suben y alcanzan la isla de Manhattan,  la Torre Eiffel de París, el Puente de la Torre de Londres y el Seattle natal de la banda. La animación del vídeo es fluida y parece una pintura al óleo en movimiento mientras los miembros de Pearl Jam abandonan las respectivas cartas del tarot donde se encuentran y comienzan a desfilar. A medida que el agua continúa subiendo, Thunberg aparece detrás de la bola de cristal como clarividente.

## Personal
Pearl Jam
- Jeff Ament - bajo, teclado, guitarra, loop de batería
- Matt Cameron  - batería
- Stone Gossard  - guitarra, teclado
- Mike McCready  - guitarra, teclado
- Eddie Vedder  - voz principal, piano

Músico adicional
- Brendan O'Brien  - teclado